# North Iowa Huskies
North Iowa Huskies var ett amerikanskt juniorishockeylag som var baserat i Mason City, Iowa och spelade i United States Hockey League (USHL) mellan 1983 och 1999, när de blev omlokaliserad till Cedar Rapids i samma delstat och fick namnet Cedar Rapids Roughriders. Laget spelade sina hemmamatcher i North Iowa Ice Arena. Laget vann varken Anderson Cup, som delas ut till det lag som vinner USHL:s grundserie, eller Clark Cup, som delas ut till det lag som vinner USHL:s slutspel.
De fostrade inte en enda ishockeyspelare som fick chansen att spela för någon medlemsorganisation i den nordamerikanska proffsligan National Hockey League (NHL).